# Fairview, Oregon
Fairview är en ort i Multnomah County i delstaten Oregon, USA.